# District de Tianshan
Cette page contient des caractères spéciaux ou non latins. S’ils s’affichent mal (▯, ?, etc.), consultez la page d’aide Unicode.
Le district de Tianshan (天山区 ; pinyin : Tiānshān Qū ; ouïghour : تىيانشان رايونى / Tiyanşan Rayoni) est une subdivision administrative de la région autonome du Xinjiang en Chine. Il est placé sous la juridiction de la ville-préfecture d'Ürümqi.